# Шатнет ан Доњон
Шатнет ан Доњон (фр. Châtenet-en-Dognon) насеље је и општина у централној Француској у региону Лимузен, у департману Горња Вијена која припада префектури Лимож.
По подацима из 2011. године у општини је живело 419 становника, а густина насељености је износила 20,55 становника/km². Општина се простире на површини од 20,39 km². Налази се на средњој надморској висини од 420 метара (максималној 457 m, а минималној 271 m).

## Демографија
| 1962. | 1968. | 1975. | 1982. | 1990. | 1999. | 2011. |
| ----- | ----- | ----- | ----- | ----- | ----- | ----- |
| 466   | 498   | 446   | 412   | 437   | 424   | 419   |

График промене броја становника у току последњих година